# Neufra (Riedlingen)
Das Dorf Neufra ist ein Stadtteil von Riedlingen im baden-württembergischen Landkreis Biberach.

## Geographie
Neufra liegt am östlichen steilen Rand des Donautals, rund einen Kilometer vom Fluss entfernt. Durch den Ort fließt der Röthenbach, der in der Nachbargemeinde Erisdorf entspringt.

## Geschichte
Die Gemarkung von Neufra war bereits in der Antike Siedlungsraum. So fanden sich in den Jahren 1984/85 auf Luftbildaufnahmen Römische Gebäudereste, die auf einen römischen Gutshof (villa rustica) schließen lassen.

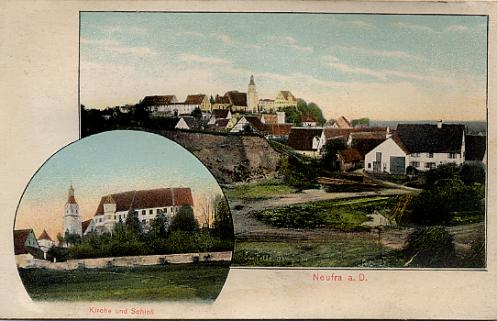
Neufra an der Donau um 1900

Neufra, in frühen Urkunden auch Neufrach, Neufern oder Niverun, gehörte einst den Herren von Gundelfingen, ab 1546 den Grafen von Helfenstein sowie ab 1627 den Fürsten von Fürstenberg. Auf dem Gebiet standen zwei Schlösser.
Der Pfarrer von Neufra, das 1806 eigenständige Gemeinde im württembergischen Oberamt Riedlingen wurde, bezog noch 1827 den sogenannten „Springhaber“ in Höhe von drei „Simri“ Hafer, den Bürger für uneheliche Schwängerungen zu entrichten hatten. Ab 1810 gehörte das Oberamt Riedlingen zur Landvogtei an der Donau. 1818 gehörte es zum Donaukreis, der 1924 aufgelöst wurde. 1934 wurden das Oberamt Riedlingen in Landkreis Riedlingen umbenannt, 1938 wurde dieser aufgelöst und seine Gemeinden dem Landkreis Saulgau zugeordnet.
Im Zuge der Gemeindegebietsreform in Baden-Württemberg wurden die bis dahin selbständige Gemeinde Neufra zum 1. Juni 1972 nach Riedlingen eingemeindet und gehörte nach der Kreisreform in Baden-Württemberg seit dem 1. Januar 1973 zum Landkreis Biberach.

### Einwohnerentwicklung
Der Ort hatte am 6. Juni 1961 eine Einwohnerzahl von 742. Am 27. Mai 1970 waren es 702 Einwohner. Am 31. März 2016 betrug die Einwohnerzahl 947. Im März 2024 betrug sie 1100.

## Religion
Die evangelischen Christen Neufras gehören über die Kirchengemeinde Riedlingen zum Kirchenbezirk Biberach.

## Wappen

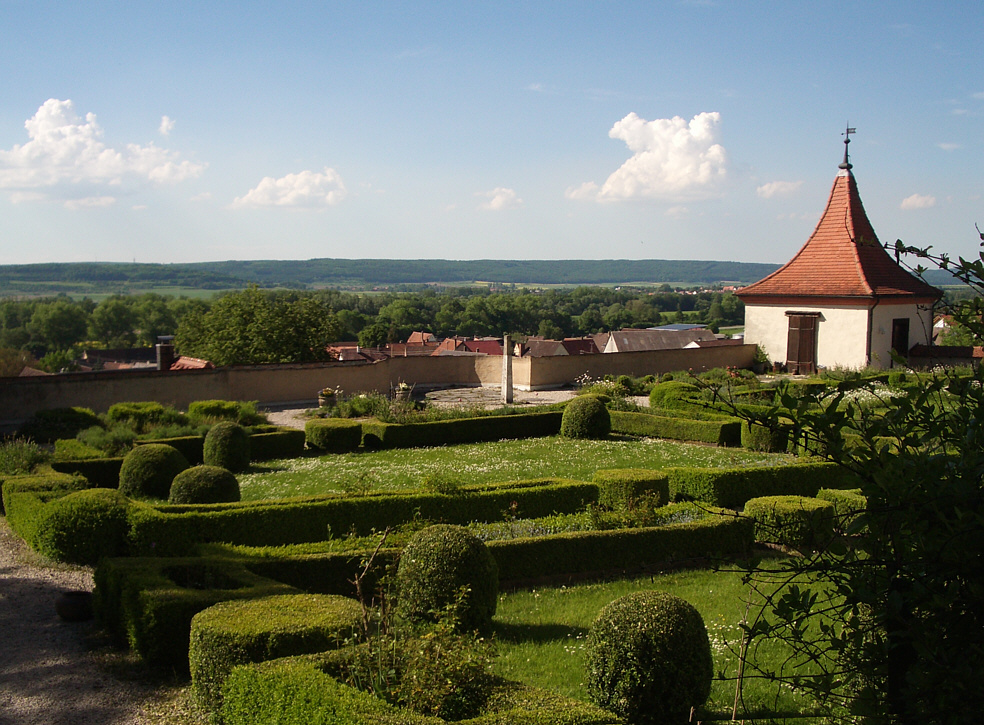
Historischer Hängegarten in Neufra

Das Wappen der ehemals selbständigen Gemeinde Neufra zeigt in von Rot und Gold geviertem Schild im 1. und 4. Feld je ein zur Mitte gekehrter, stehender silberner Elefant, im 2. und 3. Feld je ein nach innen geschrägter, angehackter roter Balken. Der Elefant ist in der europäischen Heraldik ein seltenes Wappentier, es symbolisiert die Herrschaft Helfenstein.

## Bauwerke
- Die katholische Pfarrkirche St. Peter und Paul befindet sich auf dem Schlossberg neben dem Schloss Neufra. Am Ritter Stefan von Gundelfingen in der Kirche entdeckte man 1964 die Notiz „niclaus weckman, bildhawer“.
- Die hängenden Gärten von Neufra: Ein Renaissancegarten, der zwischen 1569 und 1573 durch Graf Georg von Helfenstein mit 202 Leibeigenen vor seinem Schloss als „Hängegarten“ auf einer eigens errichteten Erweiterung des natürlichen Schlossberges in einer ebene Fläche geschaffen wurde. Der Garten wird von 14 bis zu neun Meter hohen Gewölben getragen. Der historische Garten wurde 1988 in Privatinitiative von Waltraud Johannsen nach einer Zeichnung aus dem Archiv der Fürsten zu Fürstenberg mit Hilfe des Denkmalamts restauriert.[5][6] Im Jahr 1989 erhielt das Gebäude nach umfassender Sanierung den Peter Haag-Preis (heute Denkmalschutzpreis Baden-Württemberg) des Schwäbischen Heimatbundes.[7]
- Am westlichen Ortsrand befand sich die heute abgegangene Ranzenburg.
- Alte Burg Neufra
- Neue Burg Neufra

## Verkehr
Neufra liegt an der Bundesstraße 311 und an der Bahnstrecke Ulm–Sigmaringen.

## Persönlichkeiten

### Persönlichkeiten, die hier geboren sind
- Schweikhard von Helfenstein (1539–1599), Präsident des Reichskammergerichtes und kaiserlicher Statthalter von Tirol, auch Autor, Publizist und Förderer der Katholischen Reform

### Persönlichkeiten, die vor Ort gewirkt haben
- Georg II. Graf von Helfenstein (1518–1573), Offizier und Staatsmann
- Werner Dürrson (1932–2008), Schriftsteller

## Belege
1. ↑  Rolf Gensheimer: Luftbildarchäologie in Baden-Württemberg in den Jahren 1984/85. In: Dieter Planck (Hrsg.): Archäologische Ausgrabungen in Baden-Württemberg 1985. Konrad Theiss Verlag, Stuttgart 1986, S. 14ff., ISBN 3-8062-0465-9
2. ↑  Statistisches Bundesamt (Hrsg.): Historisches Gemeindeverzeichnis für die Bundesrepublik Deutschland. Namens-, Grenz- und Schlüsselnummernänderungen bei Gemeinden, Kreisen und Regierungsbezirken vom 27.5.1970 bis 31.12.1982. W. Kohlhammer, Stuttgart / Mainz 1983, ISBN 3-17-003263-1, S. 532 (Statistische Bibliothek des Bundes und der Länder [PDF; 41,1 MB]).
3. ↑  Ortschaften. In: Politik & Verwaltung. Stadt Riedlingen, 2016. Auf Riedlingen.de, abgerufen am 23. Juni 2021.
4. ↑  Einwohnerzahl
5. ↑  Xaver Knittel (xk): Auf den Spuren der frühen Vorfahren. In: Südkurier, 1. Juni 2005.
6. ↑  Der historische Hängegarten von Neufra an der Donau; abgerufen am 27. Juli 2011.
7. ↑  Private Denkmalinhaber ausgezeichnet. In: Träger des Archiv des Peter-Haag-Preises 1989. Auf Schwaebischer-Heimatbund.de, abgerufen am 23. Juni 2021.